# Periplocoideae
Le Periplocoideae Endl., 1838 sono una sottofamiglia di piante della famiglia Apocynaceae.

## Descrizione
La sottofamiglia comprende specie erbacee, arbustive o rampicanti, con foglie opposte, ricche di latice.
I fiori, ermafroditi, attinomorfi, sono usualmente disposti in infiorescenze a cima.

Il polline della maggior parte delle Periplocoideae si presenta aggregato in semplici strutture granulari, dette tetradi polliniche, presenti in numero di quattro per ogni antera; in alcuni generi (Decalepis, Epistemma, Finlaysonia, Gymnanthera, Hemidesmus, Schlechterella, Streptocaulon) le tetradi sono agglutinate a formare dei piccoli ammassi globulari (dette pollinii o pollinodii) simili a quelli descritti nelle Orchidaceae. Tanto le tetradi che i pollinii sono esposti, dopo l'antesi, in strutture specializzate dette traslatori: il traslatore è costituito da una struttura di supporto a forma di cucchiaio munita di un disco adesivo, che aderisce agli insetti impollinatori.

I frutti sono composti da due follicoli. I semi sono spesso dotati di un ciuffo di peli setosi, che ne facilita la dispersione anemocora.

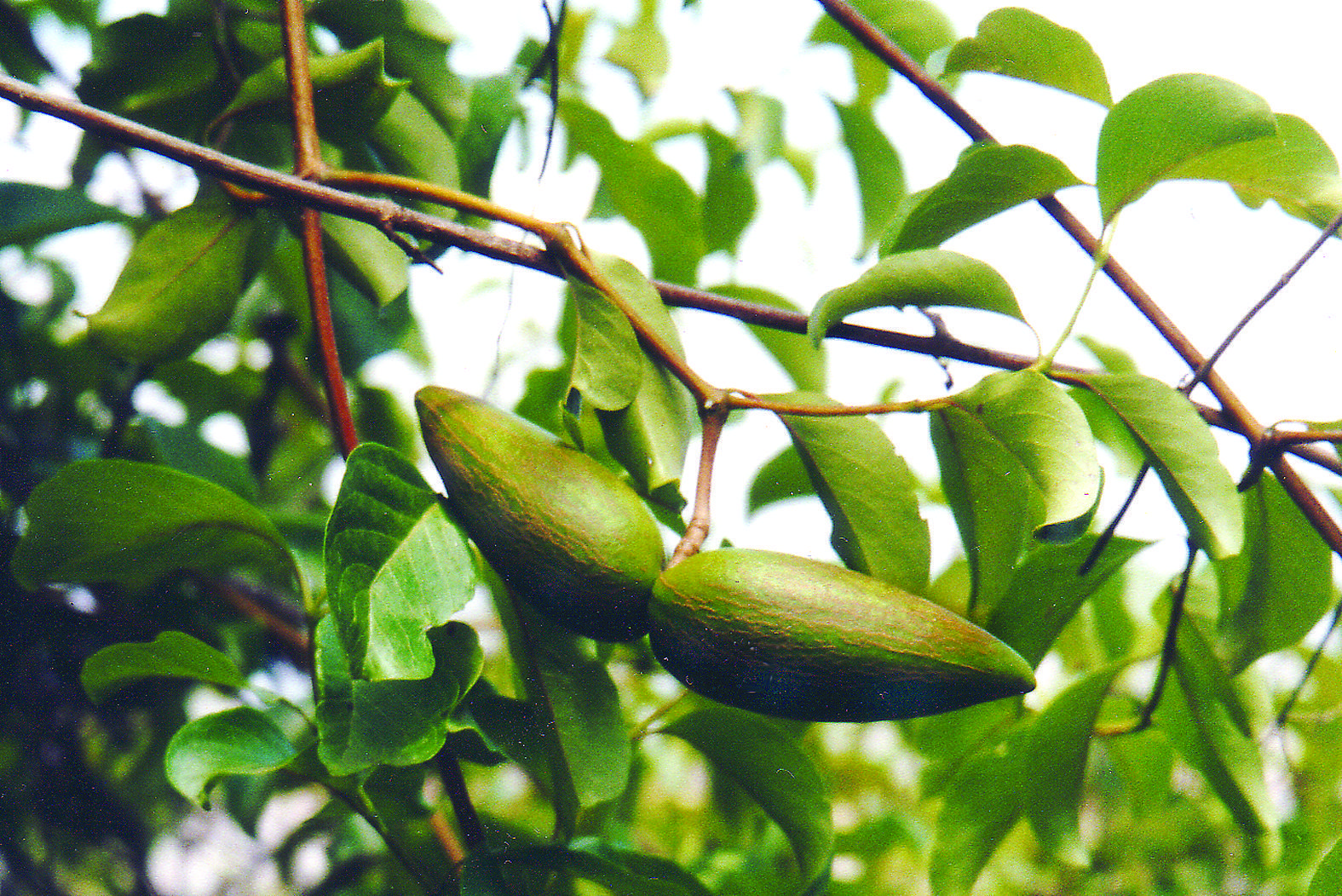
Foglie e frutti di Decalepis hamiltonii
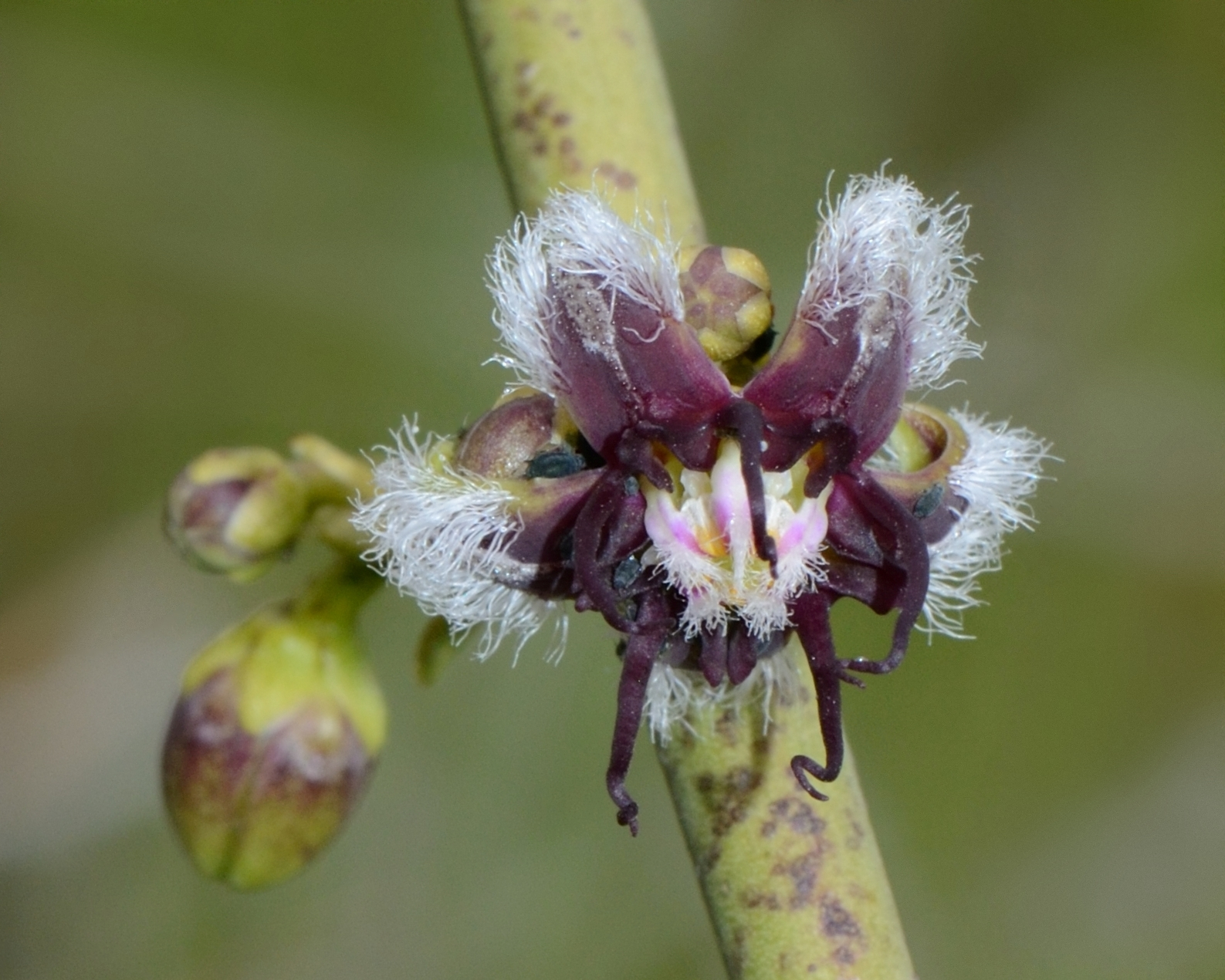
Fiori di Periploca aphylla
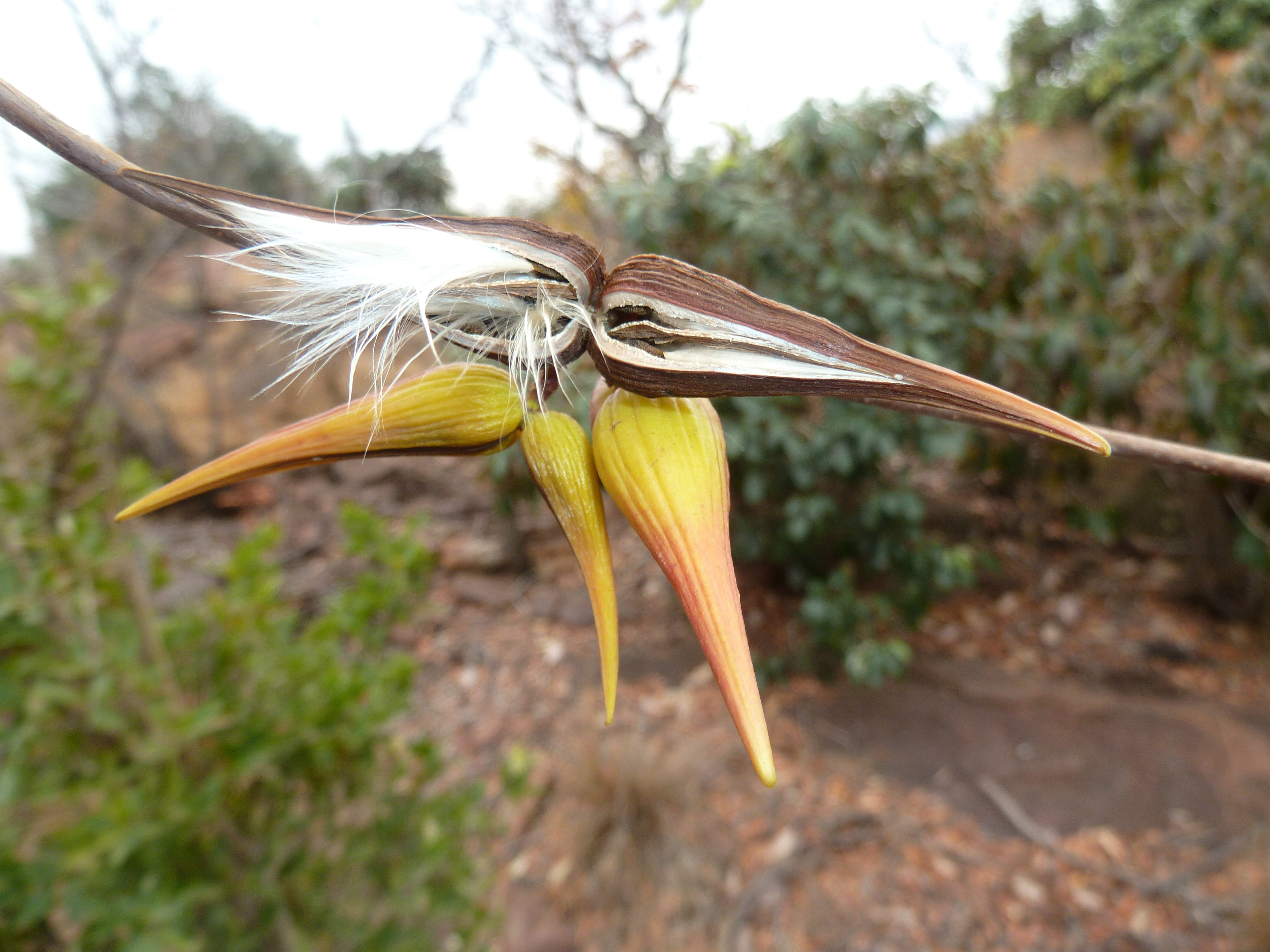
Follicoli deiscenti di Cryptolepis cryptolepioides

## Distribuzione e habitat
La sottofamiglia è diffusa in Europa, Africa continentale, Madagascar, Asia e Australia.
La maggior parte delle specie si trova nelle foreste tropicali e nelle savane della zona tropicale e subtropicale, ma alcune specie crescono anche nella macchia mediterranea dell'Europa e del Nord Africa (Periploca spp.) e negli ambienti aridi semi-desertici (p.es.Periploca aphylla, Ectadium spp., Raphionacme spp.).
In Italia è segnalata la specie Periploca graeca, originaria del Mediterraneo nord-orientale, introdotta come pianta ornamentale e naturalizzata in diverse regioni:  in Toscana nel Parco naturale di Migliarino, San Rossore, Massaciuccoli, in Puglia (Parco naturale regionale Bosco e paludi di Rauccio, laghi Alimini, Riserva naturale Le Cesine); in passato segnalata in Calabria (boschi di Rosarno, non più ritrovata).

## Tassonomia
In passato considerata come famiglia sé stante (Periplocaceae), la sottofamiglia Periplocoideae comprende 33 generi:
- Atherandra Decne., 1844
- Baroniella Costantin & Gallaud, 1907
- Baseonema Schltr. & Rendle, 1896
- Batesanthus N.E. Br., 1896
- Buckollia Venter & R.L. Verh., 1994
- Camptocarpus Decne., 1844
- Cryptolepis R.Br., 1810
- Cryptostegia R.Br., 1820
- Decalepis Wight & Arn., 1834
- Ectadium E. Mey., 1838
- Epistemma D.V. Field & J.B. Hall, 1982
- Finlaysonia Wall., 1831
- Gymnanthera R.Br., 1810
- Hemidesmus R.Br., 1810
- Ischnolepis Jum. & H. Perrier, 1909
- Kappia Venter, A.P. Dold & R.L. Verh., 2006
- Maclaudia Venter & R. L. Verh., 1994
- Mondia Skeels, 1911
- Myriopteron Griff., 844
- Parquetina Baill., 1889
- Pentopetia Decne., 1844
- Periploca L., 1753
- Petopentia Bullock, 1954
- Phyllanthera Blume, 1827
- Raphionacme Harv., 1842
- Sacleuxia Baill., 1890
- Sarcorrhiza Bullock, 1962
- Schlechterella K. Schum., 1899
- Stomatostemma N.E. Br., 1902
- Streptocaulon Wight & Arn., 1834
- Tacazzea Decne., 1844
- Telectadium Baill., 1889
- Zygostelma Benth., 1876